# Виноградов, Игорь Иванович
И́горь Ива́нович Виногра́дов (10 ноября 1930, Ленинград — 28 мая 2015, Москва) — советский и российский критик, литературовед, журналист.

## Биография
Сын крупного партийного чиновника. В детстве жил в Перми.
Окончил филологический факультет (1953) и аспирантуру (1956) МГУ по кафедре теории литературы, кандидат филологических наук (1958). Член Союза писателей с 1962 года. Работал в МГУ (1958—1978), Институте философии (1961—1963), Институте истории искусств (1963—1966), в журнале «Молодая гвардия».
В 1966—1970 гг. — член редколлегии, заведующий отделом прозы (1965—1967), затем — заведующий отделом критики (1967—1970) журнала «Новый мир». Вместе с В. Лакшиным и Ю. Буртиным был одним из ведущих идеологов журнала в эпоху А. Т. Твардовского.
В 1970-е и в начале 1980-х гг. не принимал участия в официальной общественной и литературной жизни. Занимался исследованиями по теории искусства, русской религиозной философии в Институте искусствознания (1970—1979) Министерства культуры СССР (1970—1979), Институте психологии (1979—1982), в Литературном институте имени А. М. Горького (1989—1993), вёл творческий семинар по критике на кафедре литературно-художественной критики и публицистики факультета журналистики МГУ.
С 1985 года активно участвовал в литературной жизни и работе писательской организации. С утверждением С. П. Залыгина главным редактором «Нового мира» некоторое время работал членом редколлегии, завотделом прозы этого журнала. Вследствие возникших разногласий с главным редактором покинул редакцию. Вёл рубрику «Литературная жизнь. Что произошло?» в «Московских новостях» (1988—1989). Читал лекции по литературе и философии в университетах Женевы, Милана, Венеции и Неаполя.
С 1992 г. главный редактор журнала «Континент».
Печатался как критик и литературовед с 1957 года. Публиковался в журналах «Континент», «Знамя», «Литературная учёба», «Литературное обозрение». Автор статей о творчестве М. Булгакова, проблеме Ф. Ницше, исследований о Ф. Достоевском, Л. Толстом, М. Лермонтове, Д. Писареве.
Член Европейской Академии (Academia Europea) с 1992 года. Был секретарём СП Москвы (1991—1995), членом исполкома Содружества союзов писателей (с 1993), инициатором создания и вице-президентом (1989—1994) Русского ПЕН-центра. Член общественного совета журнала «Знамя», Академии русской современной словесности (с 1999), председатель жюри премии имени Ивана Петровича Белкина (2009).
Умер 28 мая 2015 года. Похоронен на Троекуровском кладбище.